# Charlie Rowe
Charles John Rowe (n. 23 de abril de 1996) es un actor inglés.

## Primeros años
Rowe nació en Islington, Londres, Inglaterra y creció en el norte de la capital con sus padres, Sara (exmaestra de Drama) y Chris Rowe (exactor y escritor), y su hermana Mattie. Tiene una tía llamada Claire Price que también es actriz. Su ascendencia incluye inglesa, escocesa, francesa, griega (del lado de su abuelo que era camarógrafo) y checa (del lado de su abuela que era actriz).

## Carrera
Comenzó a actuar en comerciales de televisión y de modelado para vallas publicitarias a partir de los 8. Su carrera cinematográfica se inició con The Golden Compass de New Line Cinema, y durante su adolescencia continuó haciendo películas como Neverland de SyFy interpretando a Peter Pan. Se unió al reparto principal en la serie de suspenso dramático Salvation dando vida a Liam Cole.

## Vida personal
Rowe vivió un tiempo en Atlanta, Georgia.

## Filmografía

### Cine
| Año  | Film                      | Rol           | Notas         |
| ---- | ------------------------- | ------------- | ------------- |
| 2007 | The Golden Compass        | Billy Costa   |               |
| 2009 | The Boat That Rocked      | James         |               |
| 2010 | Disco                     | Greg          | Cortometraje  |
| 2010 | The Nutcracker in 3D      | El Príncipe   |               |
| 2010 | Never Let Me Go           | Tommy (joven) |               |
| 2013 | Walking with Dinosaurs 3D | Ricky         |               |
| 2015 | Living On Video           | Robby         | Preproducción |
| 2017 | 400 Boys                  | Phat Frank    |               |
| 2019 | Rocketman                 | Ray Williams  |               |

### Televisión
| Año       | Título           | Rol              | Notas                    |
| --------- | ---------------- | ---------------- | ------------------------ |
| 2006      | Jackanory        | Joe Jefferson    | Episodio: "Muddle Earth" |
| 2006      | Robin Hood       | Robin (de joven) | Episodio: "Bad Blood"    |
| 2011      | Neverland        | Peter Pan        | Protagonista             |
| 2014-2015 | Red Band Society | Leo Roth         | Protagonista             |
| 2014      | The Secrets      | Alec             | Episodio: "The Visitor"  |
| 2017      | Salvation        | Liam Cole        | Protagonista             |

### Teatro
| Año  | Obra            | Rol            | Teatro          |
| ---- | --------------- | -------------- | --------------- |
| 2013 | The Winslow Boy | Ronnie Winslow | Old Vic Theatre |